# فرانسیسکو گابریل دی‌آندا
فرانسیسکو گابریل دی‌آندا (انگلیسی: Francisco Gabriel de Anda؛ زادهٔ ۵ ژوئن ۱۹۷۱) یک بازیکن فوتبال بازنشسته اهل مکزیک است.
وی همچنین در تیم ملی فوتبال مکزیک بازی کرده، و عضو این تیم در جام جهانی فوتبال ۲۰۰۲ بوده است.